# Józef Szumlański
Józef Szumlański herbu Korczak (ur. 1643, zm. 1708) – biskup prawosławny, a następnie unicki.
Jego babką była Rożniatowska herbu Sas. Brat Atanazego, biskupa łuckiego. Dorastał na dworze Jana III Sobieskiego. Był prawosławnym eparchą lwowskim od roku 1668 lub (według innych źródeł) 1676.
W 1670 jako rotmistrz pancerny został wysłany jednocześnie z Belejowskim na komisję ostrogską (między Rzecząpospolitą i Kozakami), zwijał się w okolicy Mohylowa Podolskiego, chcąc przeciągnąć duchowieństwo ruskie na stronę polską. Piotr Doroszenko dowiedział się o tym, pchnął kozaków, by „buntownika” pojmali. Szumlańskiego odszukali wysłańcy w Mohylowie, jako więzień wywieziony do Czehryna, ale się prędko z niewoli wydostał.
W 1677 potajemnie przeszedł na katolicyzm. Jako kapelan greckokatolicki wziął udział w bitwie pod Wiedniem w 1683. W roku 1690 uroczyście sprowadził ze Stryja do Żółkwi relikwie św. Jana Nowego. W 1700 doprowadził do przystąpienia eparchii lwowskiej do unii brzeskiej, zostając pierwszym greckokatolickim biskupem lwowskim.
Autor wspomnień spod Wiednia.